# 米卓爾·靴里路
米基爾·阿方素·靴里路·查華路耶斯（西班牙語：Miguel Alfonso Herrero Javaloyas，發音：[miˈɣel alˈfonso eˈreɾo xaβaˈloʝas]；1988年7月29日—），西班牙足球運動員，通常司職中場。現效力於西乙球隊特內里費，曾效力于广州富力。
米切尔成长于巴伦西亚青训，曾代表西班牙U21国青参加过4场正式比赛，打入1球。但他在巴伦西亚并不成功。在先后被租借到多家低级别球队后，他转会效力莱万特，此后他回到巴伦西亚的日子也过得不算如意，直到被租借到赫塔菲之后，他渐渐获得了球队的信任。

## 外部連結
- 華倫西亞官方檔案 （页面存档备份，存于） （西班牙文）